# Jacques Dimont
Jacques Dimont   (Carvin, 2 de febrer de 1945 - Avinyó, 31 de desembre de 1994) fou un tirador d'esgrima francès, especialista en floret, que va competir durant les dècades de 1960 i 1970. Es casà amb la nedadora François Jeanne.
El 1968 va prendre part en els Jocs Olímpics d'Estiu de Ciutat de Mèxic, on va guanyar la medalla d'or en la prova de floret per equips del programa d'esgrima.
Se suïcidà el 1994.